# Petter Stenborg
Petter Stenborg, född 1719, död 6 november, 1781, Stockholm, svensk skådespelare, och teaterledare, han var far till Carl Stenborg. Han grundade Stenborgs Sällskap, som spelar en stor roll i svensk historia genom att ha upprätthållit svenskspråkig teater i Stockholm under 1750- och 1760-talen. Det var före Dramatens grundande den enda svenska teatern i huvudstaden.

## Biografi
Stenborg hade varit volontär vid kungliga livregementet till häst och uppköpare innan han från 1746 tillhörde den första gruppen svenska skådespelare i Bollhuset vid Slottsbacken 1737–1753. Han uppträdde i Syrinx 1747, kallades av Charles Langlois en av teaterns främsta aktörer 1748 och fick en recett för Slafve-ön 1749, där han alltså borde ha spelat huvudrollen.

### Teterdirektör
Då den svenska truppen avskedades 1753, försökte han först vara krögare, men begärde och fick 1756 tillstånd att bedriva teaterverksamhet i Stockholm, där han uppträdde på tillfälliga lokaler. 1758–78 turnerade hans trupp i landstorten och i Finland och uppträdde också i Stockholm under somrarna, först i kompanjonskap med lindansaren Karl Fredrik (eller Johann) von Eckenberg.
Han ledde ett svenskt teatertsällskap som turnerade både i landsorten men främst i Stockholm; de uppträdde i flera kortvariga lokaler och hade inget gott rykte; skådespelarna var "från gäldstugan, soldater, brännvinsadvokater, drängar och tvätterskor", kostymerna var från klädstånd, musiken från krogen, men de bevarade en svenskspråkig teater under 1750-talet och 1760-talet. 21 november 1769 skrev Johan Gabriel Oxenstierna: "Jag var på Svenska Comedien med flera af mina bekanta. Man agerade der Barnevelt. Det ena var ömkligare än det andra, men ibland de aldra sämsta acteurer var dock en ung gosse, som af naturen redan var nog skickelig och igenom konsten skulle hinna all möjlig höjd i Uttalskonsten. Jag vill ej begabba detta dåliga skådespel. Det vore bättre, att den allmänhet, som nu gör narr deraf, gjorde något till dess uppmuntran." Där uppfördes Disa, Spanrems-curen eller Bot för elaka Qvinnor och Enn Lustigh comeida om doctor Simon, pjäser som ansågs antingen uråldrigt omoderna eller vulgära och råa. Mellan akterna bjöds på marionetter, dans och sång.
År 1772 tilläts de uppträda för Gustav III i Stora Bollhuset, vilket fick honom att starta en svensk teater, dock inte med denna trupp. Petter Stenborg uppträdde 1773-1780 med sin trupp i Humlegårdsteatern. Pjäserna var enkla komedier i en akt, som spelades på svenska.     
Humlegårdsteatern var ett uppskattat inslag i stadens sommarliv, här karikerades de högtidliga föreställningarna på Operan;  Thetis och Pelée blev  Petis och Telée (1779), Acis och Galathea blev Kasper och Dorotea (1775), Birger Jarl blev Skeppar Rolf (1778).
Bland hans skådespelare fanns skräddaren Jean Löfblad, död 1774, som spelade Harlekinroller, dennes fru, Johanna Catharina Enbeck, tidigare verksam på Bollhusteatern och Peter Lindahls trupp – hon var verksam i truppen fram till 1790-talet och var därmed en av Sveriges långvarigast verksamma kvinnliga aktörer- samt primadonnan Christina Catharina Lindberg, även hon tidigare verksam vid Bollhuset. 1773 uppträdde Martin Nürenbach som "wisar åtskilliga konster och positurer i så wäl hela som halfwa kroppens wridningar" - Nürenbach hade 1771–72 drivit den första teatern i Oslo.
Då truppen 1780 övertogs av Carl Stenborg och fick en fast lokal, inleddes en ny epok.